# Echyra elongata
Echyra elongata är en skalbaggsart som beskrevs av Marc Lacroix 1997. Echyra elongata ingår i släktet Echyra och familjen Melolonthidae. Inga underarter finns listade i Catalogue of Life.